# ワード・ペリー
ワード・ペリー（Ward Perry, 1970年5月20日 - ）は、カナダの男性声優。

## 出演作品

### テレビアニメ
- DEATH NOTE（出目川仁）
- 地球少女アルジュナ（白河宏）
- 銀河鉄道999
- KEY THE METAL IDOL（A）
- ドラゴンボールZ
- バトルファイターズ 餓狼伝説（ギース・ハワード、リチャード・マイヤ、ローレンス・ブラッド）
- 犬夜叉（瓦丸、音獄鬼）
- 機動戦士ガンダム（リュウ・ホセイ）
- 超ロボット生命体トランスフォーマー マイクロン伝説 （軍曹デバスター）
- トランスフォーマー スーパーリンク（ランドマイン）
- ロックマンエグゼ（ストーンマン、デザートマン）
- 機動戦士ガンダムSEED（コジロー・マードック、ゼルマン）
- 機動戦士ガンダムSEED DESTINY（コジロー・マードック）
- 新機動戦記ガンダムW
- 鎧伝サムライトルーパー（毒魔将'・'那唖挫、秀麗黄、羽柴当麻）
- 天空のエスカフローネ（ガデス）